# Epic Games
Epic Games, ehemals Epic MegaGames, ist ein Softwareunternehmen mit Sitz in Cary im US-amerikanischen Bundesstaat North Carolina. Das Unternehmen ist seit 1991 als Entwickler von Computer- und Videospielen tätig und etablierte sich mit Spielen wie der Unreal- und Gears-of-War-Serie sowie dem Battle-Royale-Shooter Fortnite. Durch die Lizenzierung und Weiterentwicklung der hauseigenen Unreal Engine, einer Entwicklungssoftware für Computerspiele, zählt Epic Games heute zu den führenden Anbietern im Bereich der Spiel-Engines. Darüber hinaus betreibt das Unternehmen die Internet-Vertriebsplattform Epic Games Store.

## Geschichte

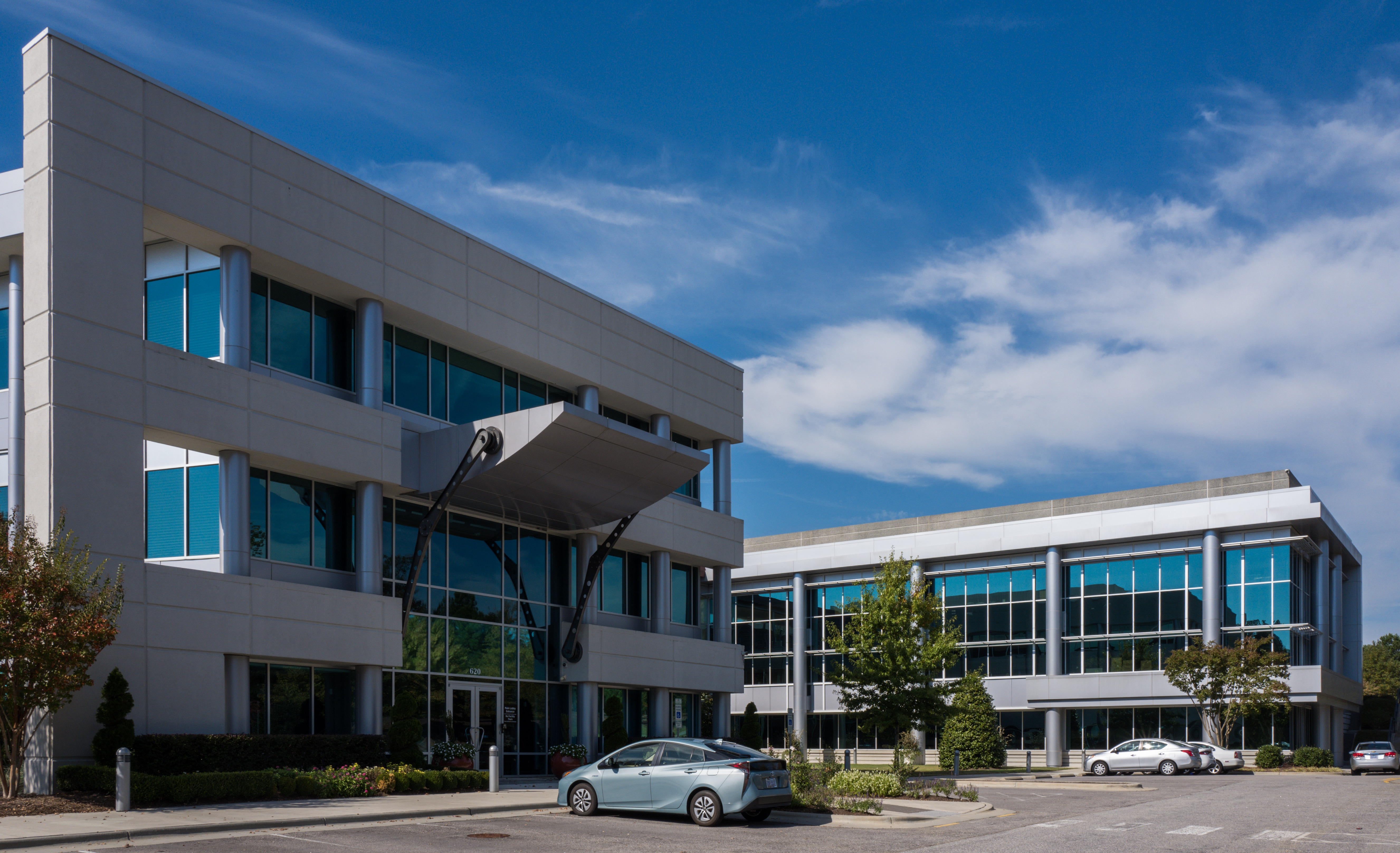
Unternehmenssitz von Epic Games in Raleigh

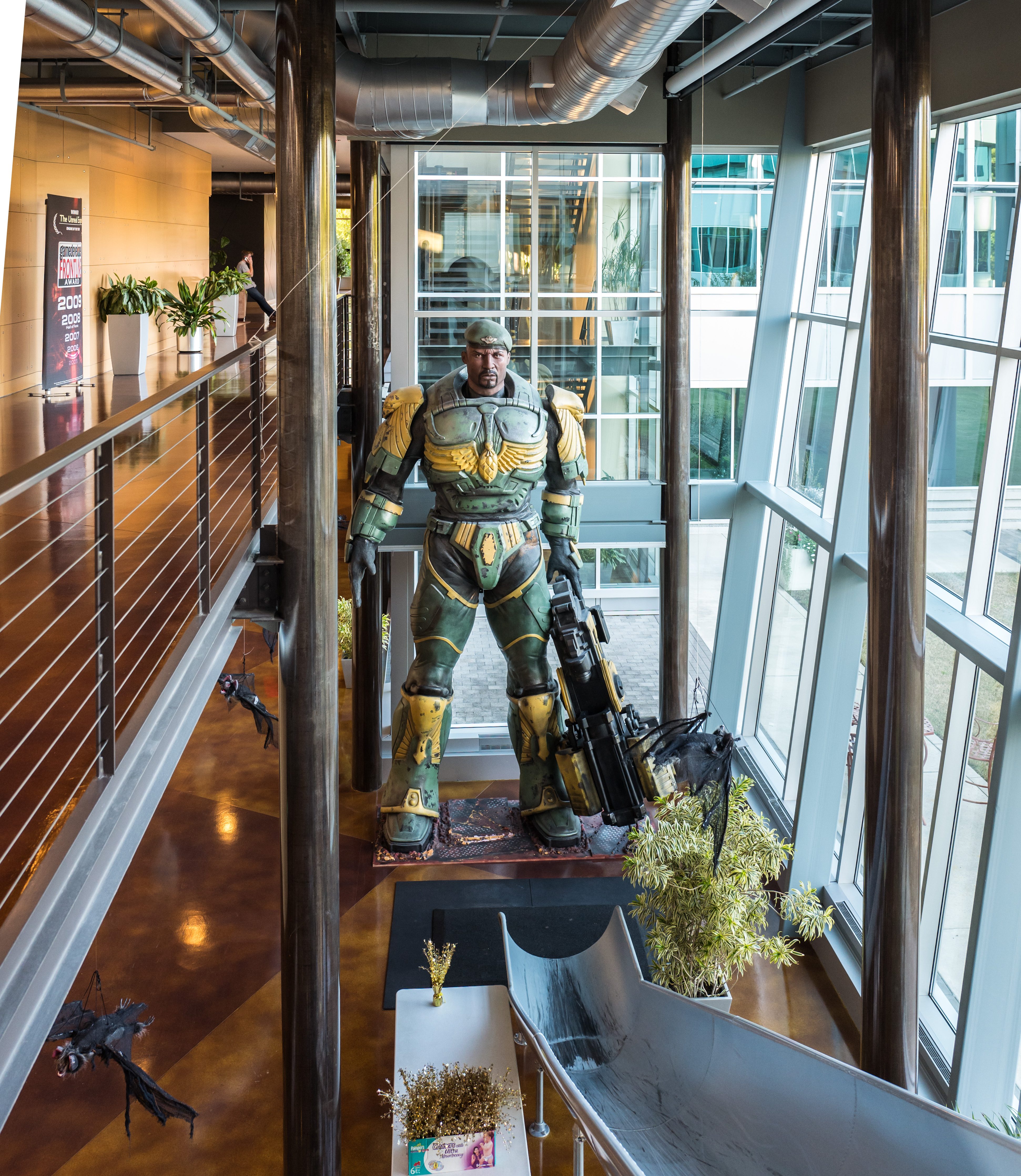
Eingangsbereich der Büroräume von Epic Games, 2016

Epic Games wurde im Jahr 1991 als Epic MegaGames von Tim Sweeney in Rockville, Maryland gegründet und veröffentlichte bereits im Jahr der Gründung das erste Spiel ZZT. In den nächsten Jahren machte sich Epic MegaGames durch die Veröffentlichung von Sharewarespielen wie Jill of the Jungle und Jazz Jackrabbit einen Namen. 1992 erschien mit OverKill eines der ersten vertikal scrollenden Shoot ’em ups im Shareware-Bereich.
1998 wurde der First-Person-Shooter Unreal veröffentlicht. Dessen Erfolg wurde durch die Fortsetzung der Unreal-Serie und durch den Vertrieb der jeweiligen Unreal Engine weitergeführt. Im Jahr 1999 firmierte Epic MegaGames in Epic Games um und verlegte den Hauptsitz nach Raleigh in North Carolina.
Zwischen 2006 und 2011 entwickelte Epic in Zusammenarbeit mit Publisher Microsoft den Deckungsshooter Gears of War und seine beiden Nachfolger, hauptsächlich für die Spielkonsole Xbox 360. Leitender Entwickler war der Jazz-Jackrabbit-Erfinder Cliff Bleszinski. 2012 verließ Bleszinski das Unternehmen. 2014 verkaufte Epic die Markenrechte der Serie an Microsoft und gab die Verantwortung für die Weiterentwicklung an Microsofts Black Tusk Studios ab.
Im Mai 2012 übernahm Epic Games viele Mitarbeiter des in Konkurs gegangenen Entwicklers Big Huge Games. Die neuen Mitarbeiter wurden Teil des neuen Entwicklerstudios Impossible Games in Baltimore. Bereits im Februar 2013 schloss Epic das Studio jedoch wieder. Im Juni 2012 erwarb das chinesische Internet-Unternehmen Tencent für 330 Millionen US-Dollar etwa 48,4 % der Anteile von Epic Games und hält somit in etwa 40 % des Unternehmens. Zwei Vertreter von Tencent sitzen seitdem im Board of Directors des Spieleentwicklers. Im November 2013 übernahm das Studio den polnischen Entwickler People Can Fly und benannte das Studio in Epic Games Poland um. 2015 wurde es jedoch wieder unabhängig und firmierte zu seinem ursprünglichen Namen um.
2017 veröffentlichte Epic mit Fortnite: Battle Royale einen Konkurrenten zu PlayerUnknown’s Battlegrounds, der den Wegbereiter der Battle-Royale-Spiele umsatzmäßig 2018 überholen konnte. Für die Entwicklung des Battle-Royale-Modus waren zuvor die Arbeiten an einer Neuauflage von Unreal Tournament auf Eis gelegt. 2018 erwirtschaftete Epic nach Insiderangaben vor allem durch den Fortnite-Erfolg einen Gewinn von drei Milliarden US-Dollar, der Unternehmenswert wurde auf 15 Milliarden Dollar beziffert. Tim Sweeney als Hauptanteilseigner der Firma fand dadurch Aufnahme in der Liste der 500 reichsten Menschen von Bloomberg, mit einem geschätzten Vermögen von mehr als sieben Milliarden Dollar. Die Popularität des Spiels wirkte über seinen Bereich hinaus. Zum Beispiel wurden die darin vorkommenden Siegestänze außerhalb des Spielkontexts imitiert, etwa als Torjubel im Profifußball. Allerdings überforderte der zunehmende Erfolg des Spiels laut einem Bericht der Spielewebsite Polygon auch die Kapazitäten des Entwicklerstudios. Mitarbeiter beklagten sich demnach über Arbeitszeiten von 70 bis 100 Stunden pro Woche, um wöchentlich neue Inhalte veröffentlichen und den Umsatz des Spiels aufrechtzuerhalten. Trotz guter Bezahlung seien die negativen Auswirkungen auf die Mitarbeiter ignoriert worden. Offiziell als „freiwillige Leistung“ deklariert, sei Mitarbeitern bei Weigerung zur Überstundenleistung gekündigt worden, da sie die gesetzten Fristen für Aufgaben anders nicht einhalten konnten.
Anfang Dezember 2018 kündigte Epic die Eröffnung eines eigenen digitalen Webshops für Computerspiele an, um eine Alternative zum marktdominierenden Anbieter Steam zu etablieren. Als Hauptanreiz für Anbieter bot Epic einen höheren Anteil an den Einnahmen und zusätzliche Vergünstigungen bei Nutzung der Unreal-Engine. Wenige Tage nach der Ankündigung, im Rahmen des Computerspielpreises The Game Awards, wurde der Epic Games Store offiziell eröffnet. Für den Markteinstieg sicherte sich Epic in den Folgemonaten zahlreiche exklusive Vertriebsrechte, die in einigen Kundenkreisen auf deutliche Kritik stießen, vor allem weil in einigen Fällen wie Metro Exodus bereits auf Steam vorbestellbare Spiele dort wieder aus dem Angebot verschwanden. Die Exklusivverträge garantierten den Entwicklern etwa einen Mindestumsatz, den Epic bei Nichterreichen der notwendigen Verkaufszahlen aus eigenen Mitteln auszugleichen versprach.
Im Januar 2020 vermeldete das Marktforschungsinstitut SuperData, dass der Umsatz von Fortnite 2019 um 25 % zurückgegangen sei. Fortnite ist das mit Abstand umsatzstärkste Spiel von Epic Games.
Der japanische Technik-Konzern Sony, zu dem auch die Playstation-Marke gehört, erwarb im Juli 2020 1,4 % der Anteile von Epic Games für 250 Millionen US-$. Somit wird Epic Games insgesamt mit 17,86 Milliarden US-$ bewertet.

## Streit mit Apple und Google
Im August 2020 führte Epic in den mobilen Versionen von Fortnite im App Store und im Google Play Store eine Bezahlmethode ein, mit der die Zahlung über den jeweiligen Store umgangen und stattdessen direkt über Epic abgewickelt wurde. Google und Apple entfernten die App aus ihren Marktplätzen. Epic startete daraufhin eine Kampagne, in der das Vorgehen von Google und Apple angegriffen wurde und legte Klage bei US-Gerichten ein. App-Entwickler müssen an Google und Apple eine Verkaufsgebühr von 30 Prozent zahlen, was Epic scharf kritisierte.
Epic rief den #FreeFortnite mit dazugehörigem Turnier am 23. August 2020 ins Leben, um die Spieler auf seine Seite zu bringen und produzierte auch einen Werbespot, der sich an das berühmte Video von Apple aus dem Jahr 1984 anlehnt, in dem sich Apple gegen den damaligen Giganten IBM auflehnt.
Laut Epic Games ist die Zeit, die Nutzer bei Fortnite auf iOS Geräten verbringen, um mehr als 60 % zurückgegangen. Diese machen mit 116 Mio. von 350 Mio. Nutzern fast ein Drittel aus. Deswegen reichten sie eine Klage gegen Apple ein.
Apple klagte gegen Epic Games auf Schadensersatz, da diese durch ihren Verstoß gegen den Vertrag mit Apple dafür gesorgt hatten, dass diesen Einnahmen entgehen.

## Strafe wegen Mobbing, Datensammlungen und versteckte Kosten
Ende 2022 wurde Epic zu einer Strafe von 275 Millionen Dollar und zu einer Rückzahlung von 245 Millionen Dollar verurteilt. Die US-Verbraucherschutzbehörde FTC hatte die Klage angestrengt, weil „Kinder und Teenager [...] auf ‚Fortnite‘ gemobbt, bedroht, drangsaliert und mit gefährlichen und psychologisch traumatisierenden Themen wie Suizid konfrontiert“ wurden. Des Weiteren wurden Kinder nicht genügend davor geschützt, mit Erwachsenen zu chatten. Zusätzlich wurden Daten von Kindern ohne das Einverständnis der Eltern gesammelt. Außerdem wurden Kinder und Erwachsene mit Tricks dazu gebracht, unbeabsichtigt In-Game-Käufe zu tätigen. Bei Kindern seien dadurch „nicht autorisierte Kosten ohne jegliche Beteiligung der Eltern“ entstanden. Diese Einnahmen müssen zurückgezahlt werden.

## Computerspiele
- ZZT (1991)
- Brix (1991)
- Jill of the Jungle (1992)
- OverKill (1992)
- Ken’s Labyrinth (1993)
- Epic Pinball (1993)
- Xargon (1993)
- Solar Winds (1993)
- Zone 66 (1993)
- Jazz Jackrabbit (1994)
- One Must Fall 2097 (1994)
- Extreme Pinball (1995)
- Tyrian (1995)
- Radix: Beyond the Void (1995)
- Fire Fight (1996)
- Jazz Jackrabbit 2 (1998)
- Unreal (1998)
- Unreal Tournament (1999)
- Unreal Tournament 2003 (2002)
- Unreal Championship (2003)
- Unreal 2 (2003)
- Unreal Tournament 2004 (2004)
- Unreal Championship 2: The Liandri Conflict (2005)
- Gears of War (2006)
- Unreal Tournament 3 (2007)
- Gears of War 2 (2008)
- Bulletstorm (2011)
- Gears of War 3 (2011)
- Infinity Blade (2012)
- Infinity Blade 2 (2012)
- Tappy Chicken (2014)
- Infinity Blade 3 (2014)
- Paragon (2016)
- Fortnite: Save the World / Battle Royale (2017)
- Unreal Tournament (Pre-Alpha seit 2014)
- Rocket League (seit Mai 2019)[27]
- Battle Breakers (2019)
- Fall Guys (seit Juni 2022)[28]